# Кошмар (фільм)
Кошмар (англ. Frightmare) — американський фільм жахів 1983 року.

## Сюжет
Група студентів краде зі склепу тіло Конрада Радзоффа — легендарного актора, який працював у жанрі жахів — і відносить його в старий будинок, в якому Конрад за життя зіграв свої найкращі ролі. З приходом ночі з'ясовується, що духу Конрада такий «переїзд» не надто сподобався.

## У ролях
- Ферді Мейн — Конрад Радзофф
- Лука Берковічі — Сен
- Ніта Талбот — місіс Ромер
- Леон Ескін — Вольфганг
- Дженніфер Старретт — Мег
- Барбара Пілавін — Етта Радзофф
- Алан Сток — Оскар
- Твайла Літтлтон — актриса
- Джо Вітерелл — член команди
- Джанет Лі Оркатт — дівчина зі сценарієм
- Карлін Олсон — Єва
- Скотт Томсон — Бобо
- Донна МакДеніел — Донна
- Джеффрі Комбс — Стю
- Пітер Кастнер — комерційний директор
- Чак Мітчелл — детектив
- Джессі Ерліх — професор
- Енсел Кук — нічний сторож
- Майкл Ліндер — диктор
- Патрік Райт — перший поліцейський
- Джек Марстон — другий поліцейський
- Теллі Кокрейн — труп
- Девід Дель Валле — присутній на похороні (в титрах не вказаний)